# البطولات الفرنسية 1927 (كرة مضرب)
أصبحت اللاعبة كورنيليا بومان (Kornelia Bouman) أول لاعبة أجنبية تفوز بهذه البطولة.
وهنا قائمة البطولات الفرنسية لعام 1927 (المعروفة الآن باسم دورة رولان غاروس) :

## الكبار

### فردي رجال
رينيه لاكوست هزم  بيل تيلدن، النتيجة:6-4, 4-6, 5-7, 6-3, 11-9

### فردي سيدات
كورنيليا باومان هزمت  أيرن بيكوك، النتيجة:6-2, 6-4

### زوجي رجال
هنري كوهيت و جاكويز بروغنون هزما  جيان بورتورا و رينيه لاكوست، النتيجة:2-6, 6-2, 6-0, 1-6, 6-4

### زوجي سيدات
أيرن بيكوك و بوبي هايني هزمتا  بيجي ساندورس ميتشل و فويبي هولكروفت واتسون، النتيجة:6-2, 6-1

### زوجي مختلط
مارغيريت بروغوايس و جيان بورتورا هزما  ليل دي ألفاريس و بيل تيلدن، النتيجة:6-4, 2-6, 6-2